# Ultimi 100 comuni italiani per superficie
Il seguente è un elenco dei primi 100 comuni meno estesi d'Italia, in ordine crescente di superficie, secondo i dati dell'ISTAT riferiti al 1º gennaio 2023.

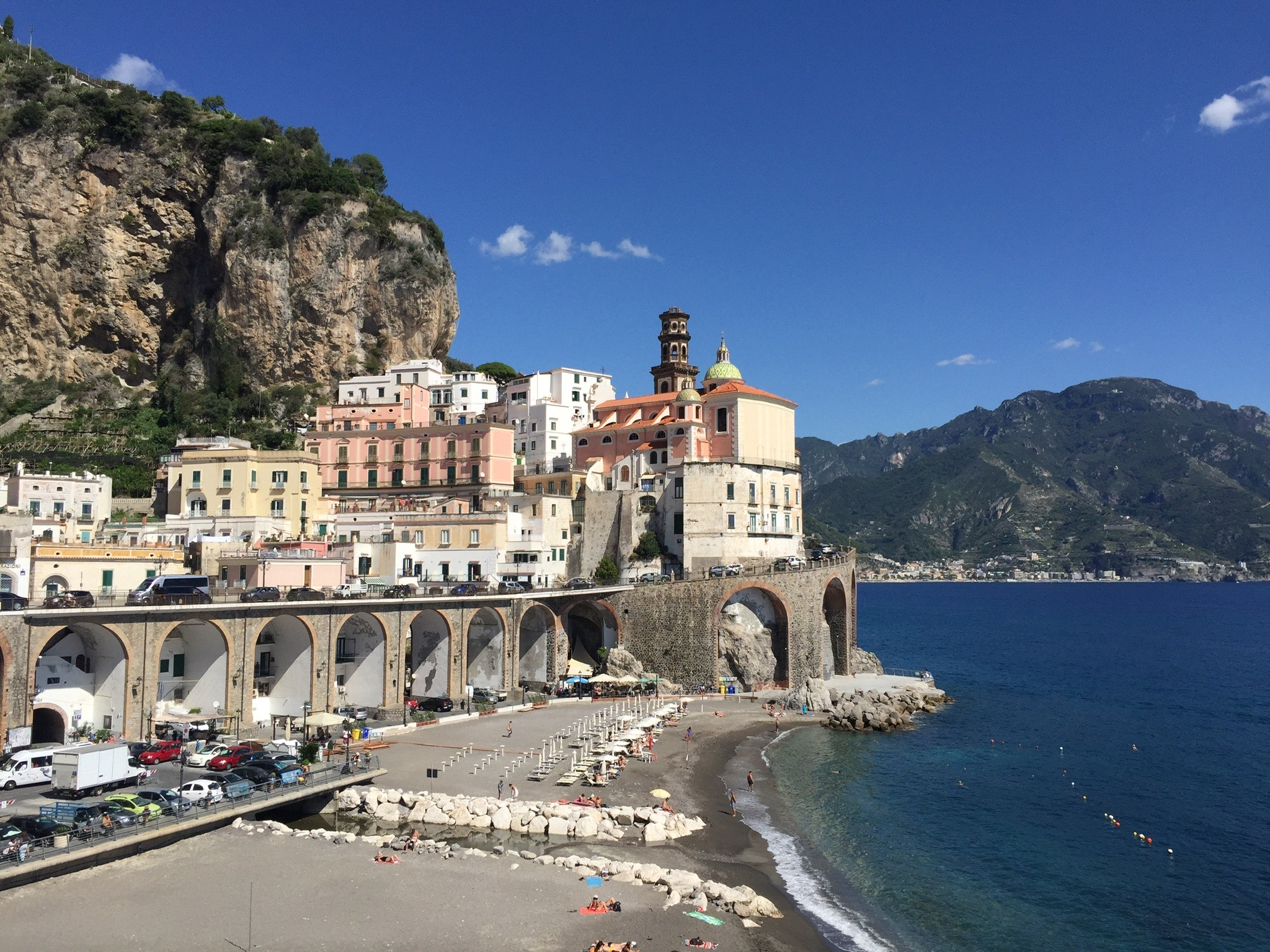
Atrani

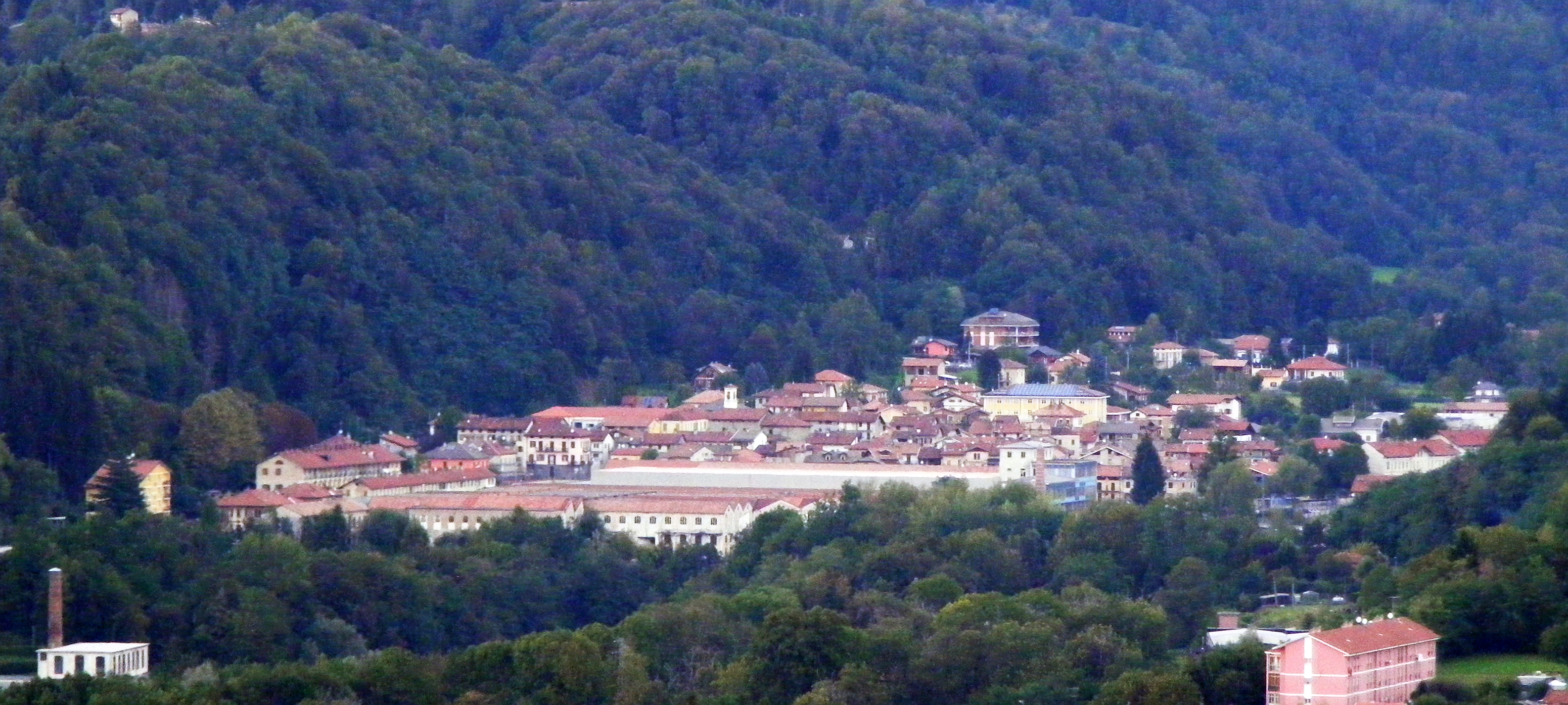
Miagliano

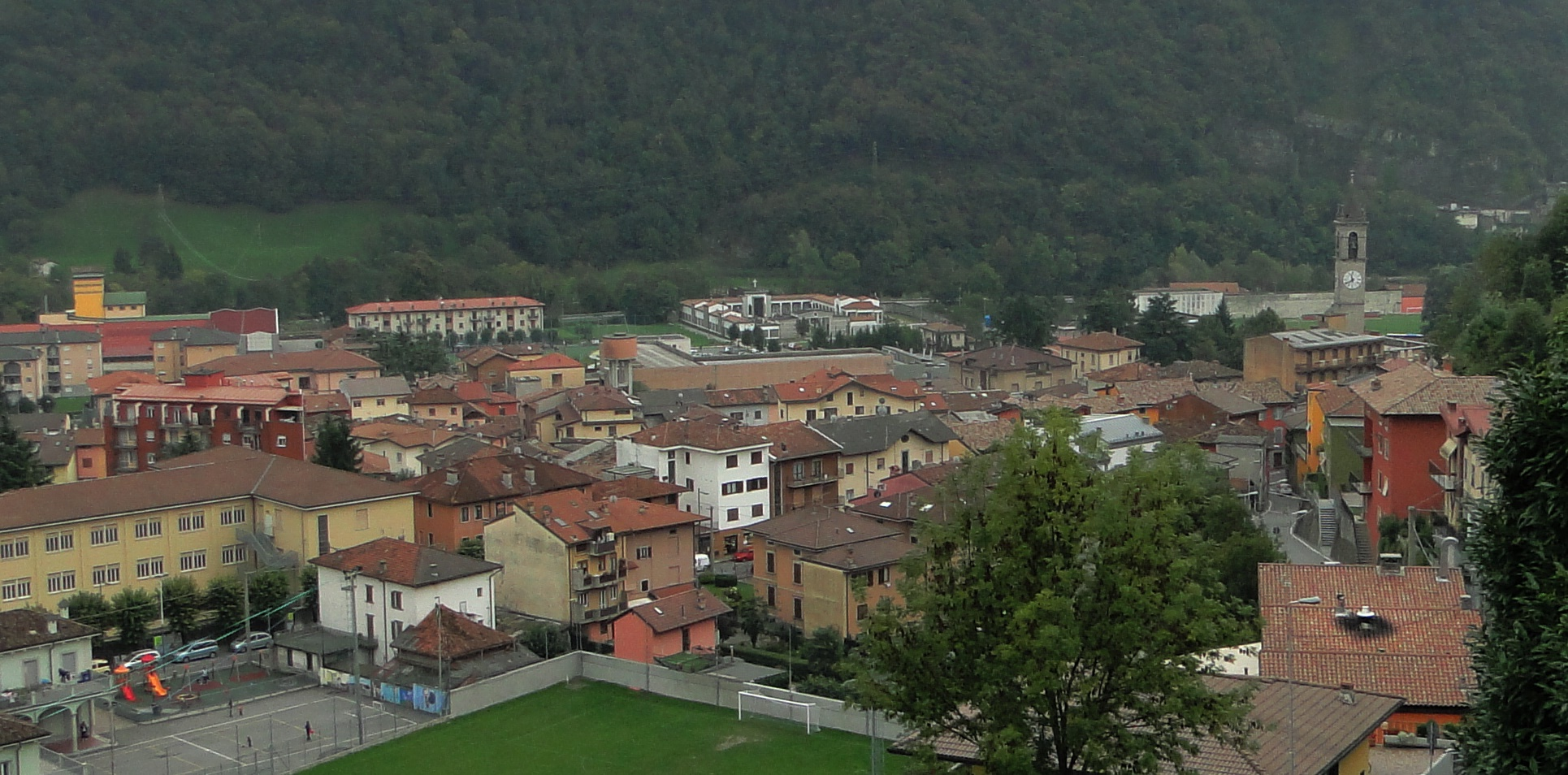
Fiorano al Serio

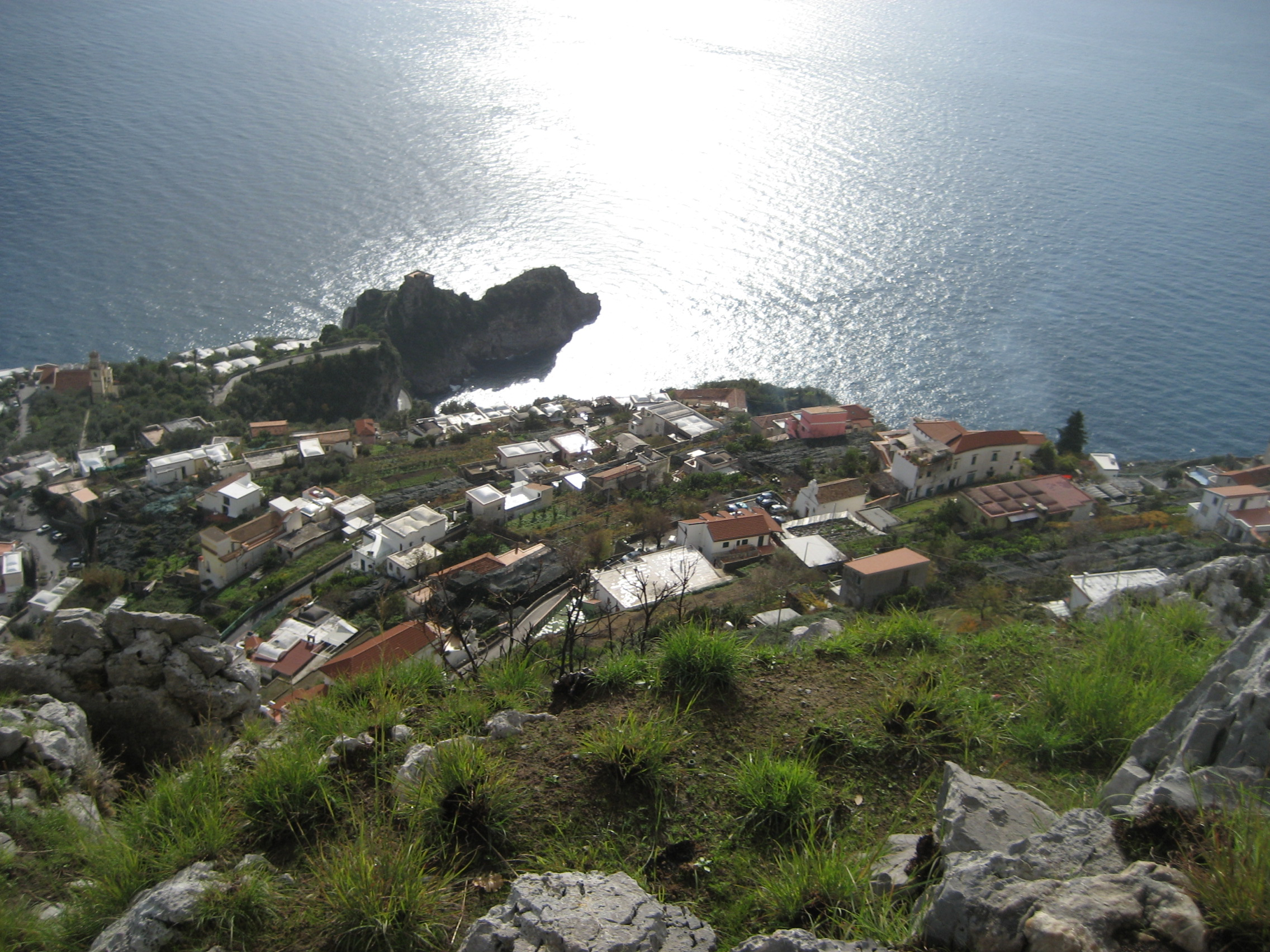
Conca dei Marini

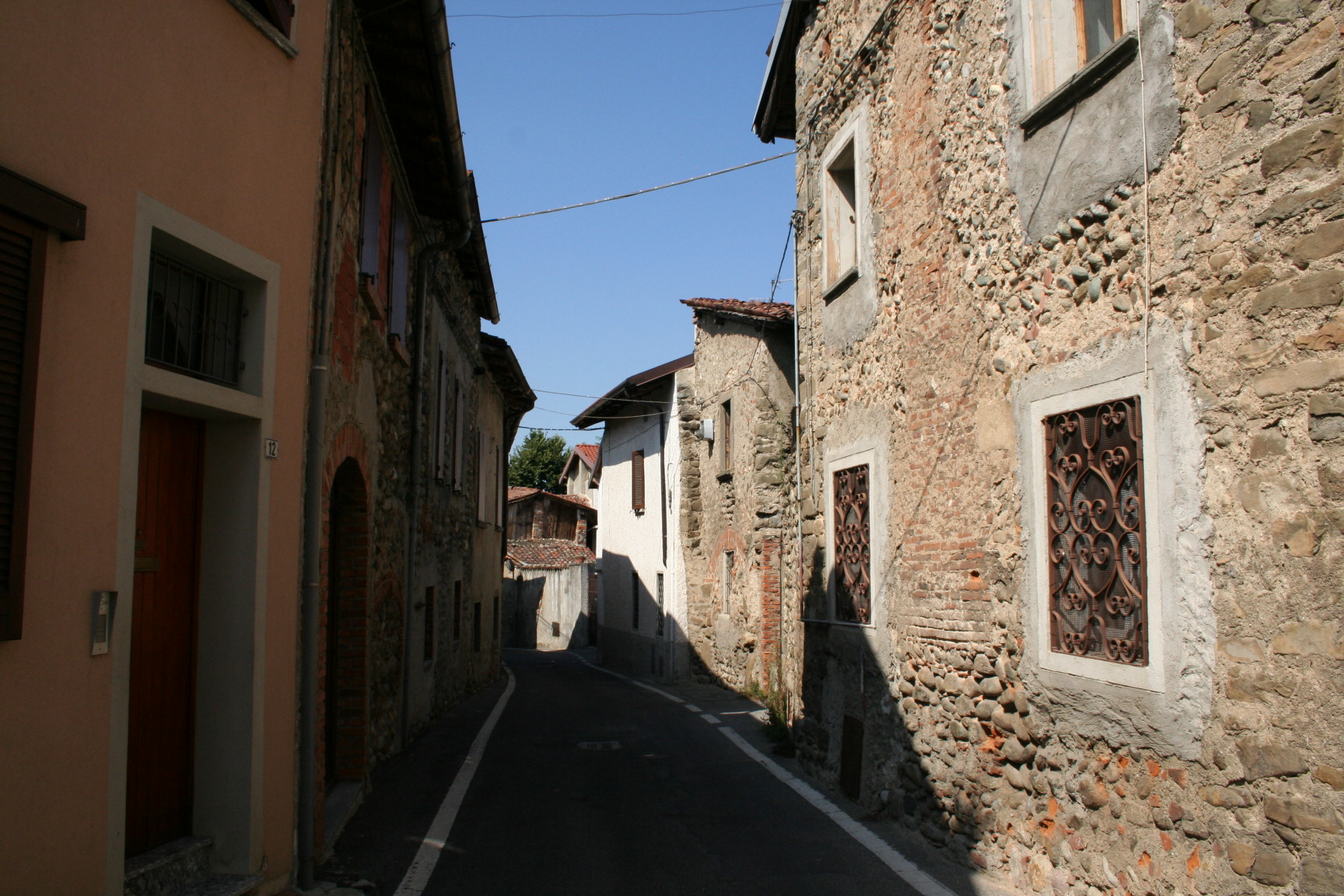
Solza

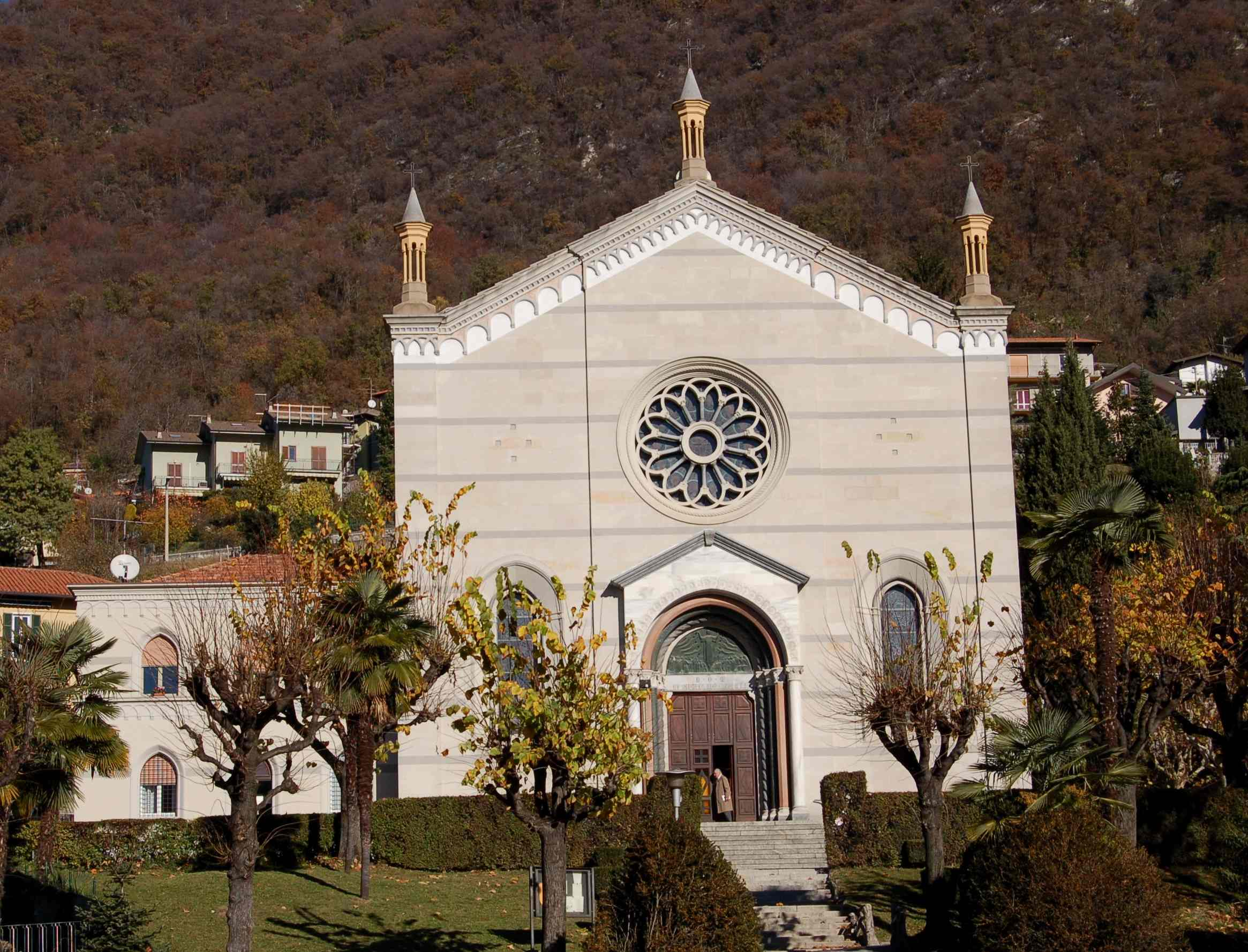
Maslianico

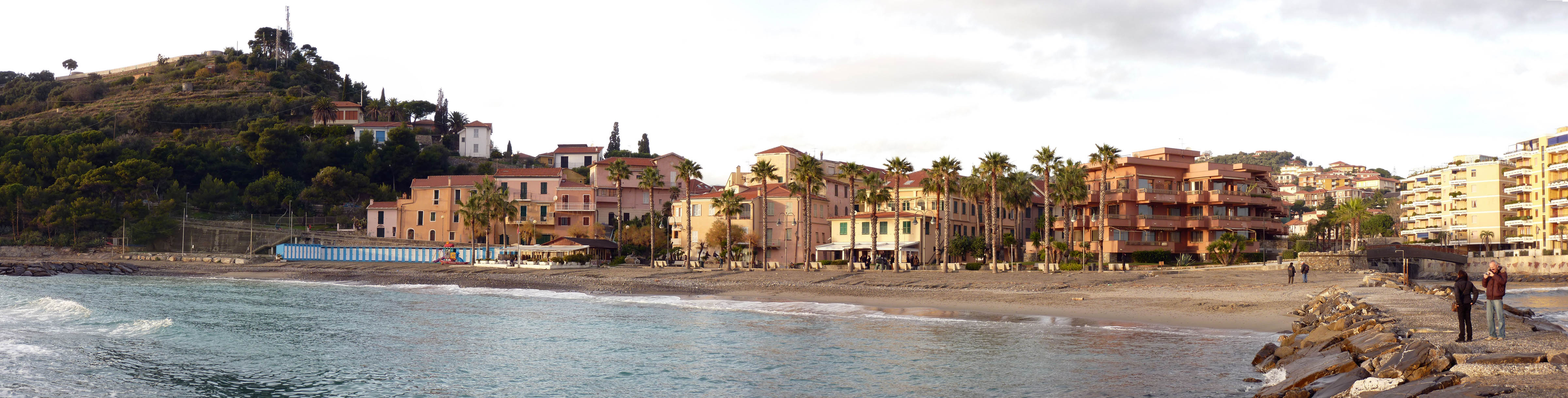
San Lorenzo al Mare

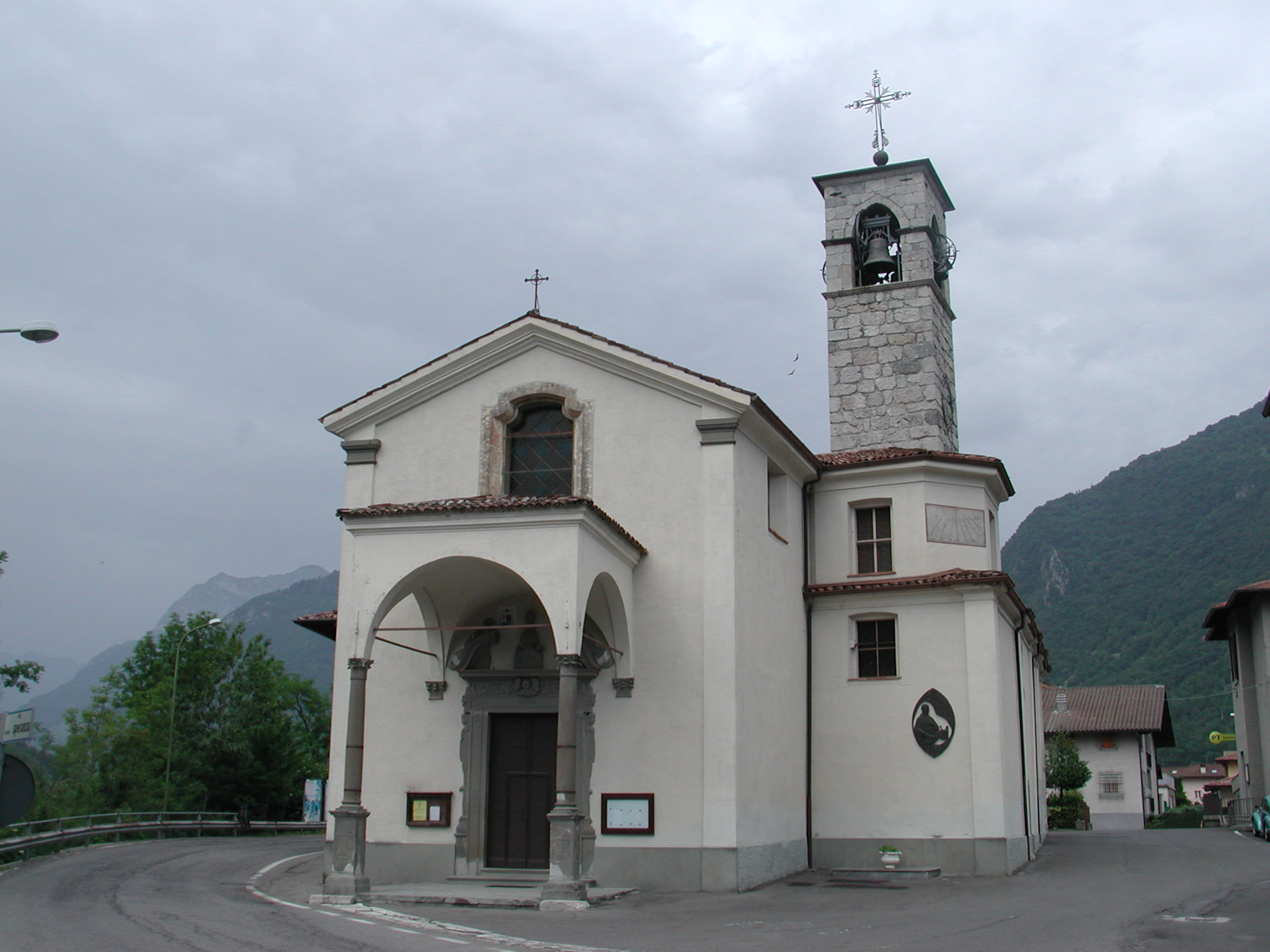
Piario

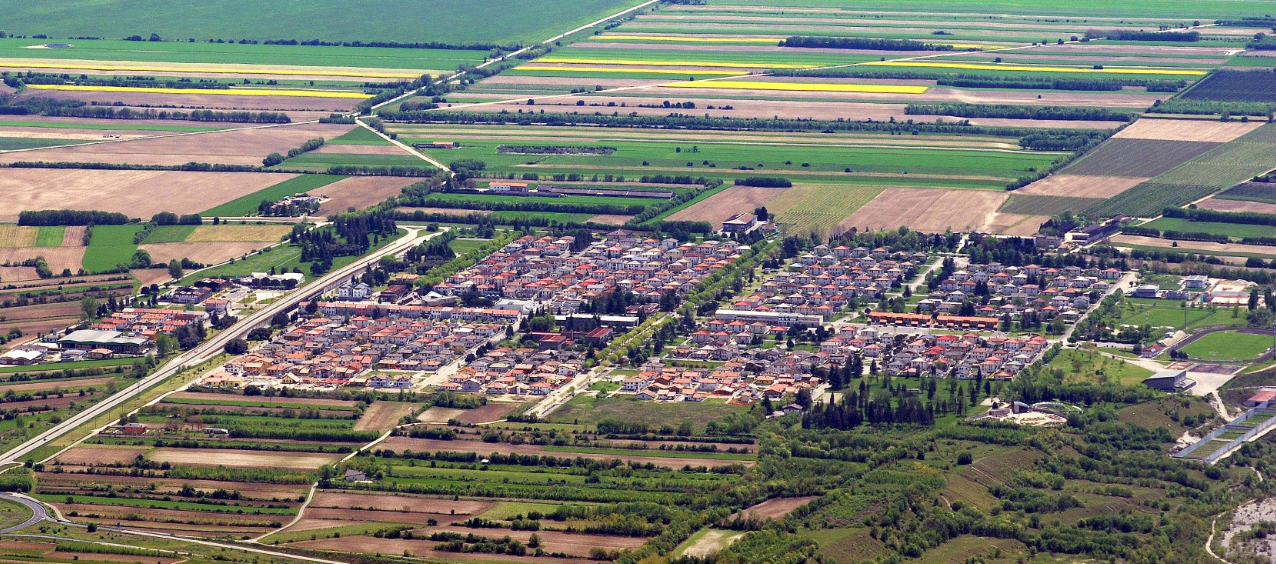
Vajont

Castel Rozzone

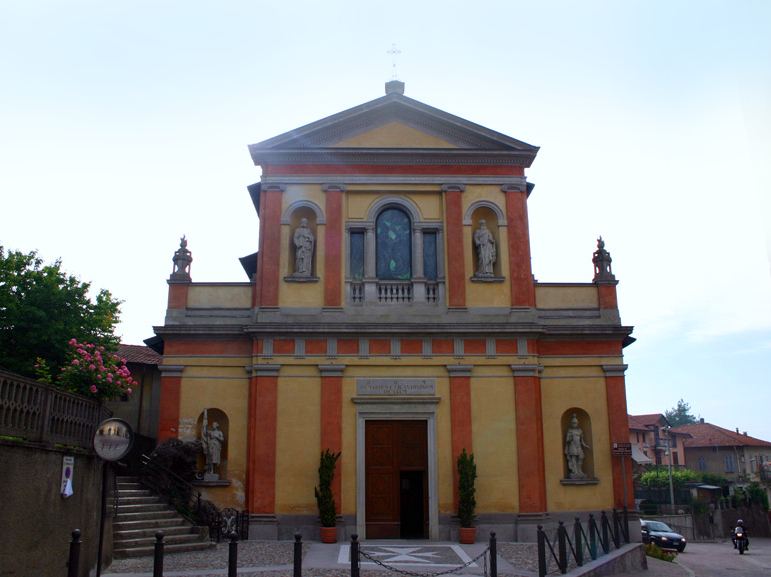
Lozza

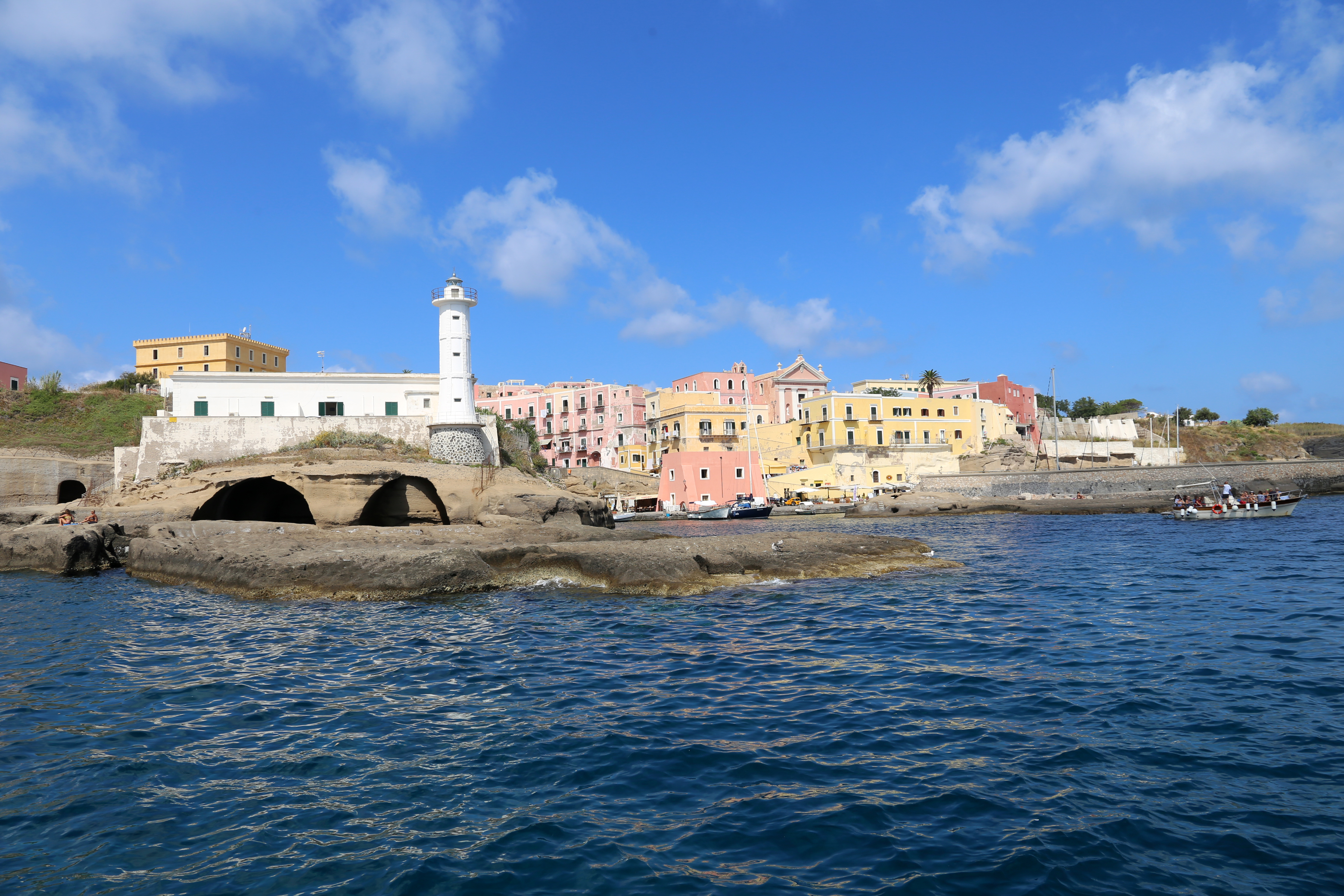
Ventotene

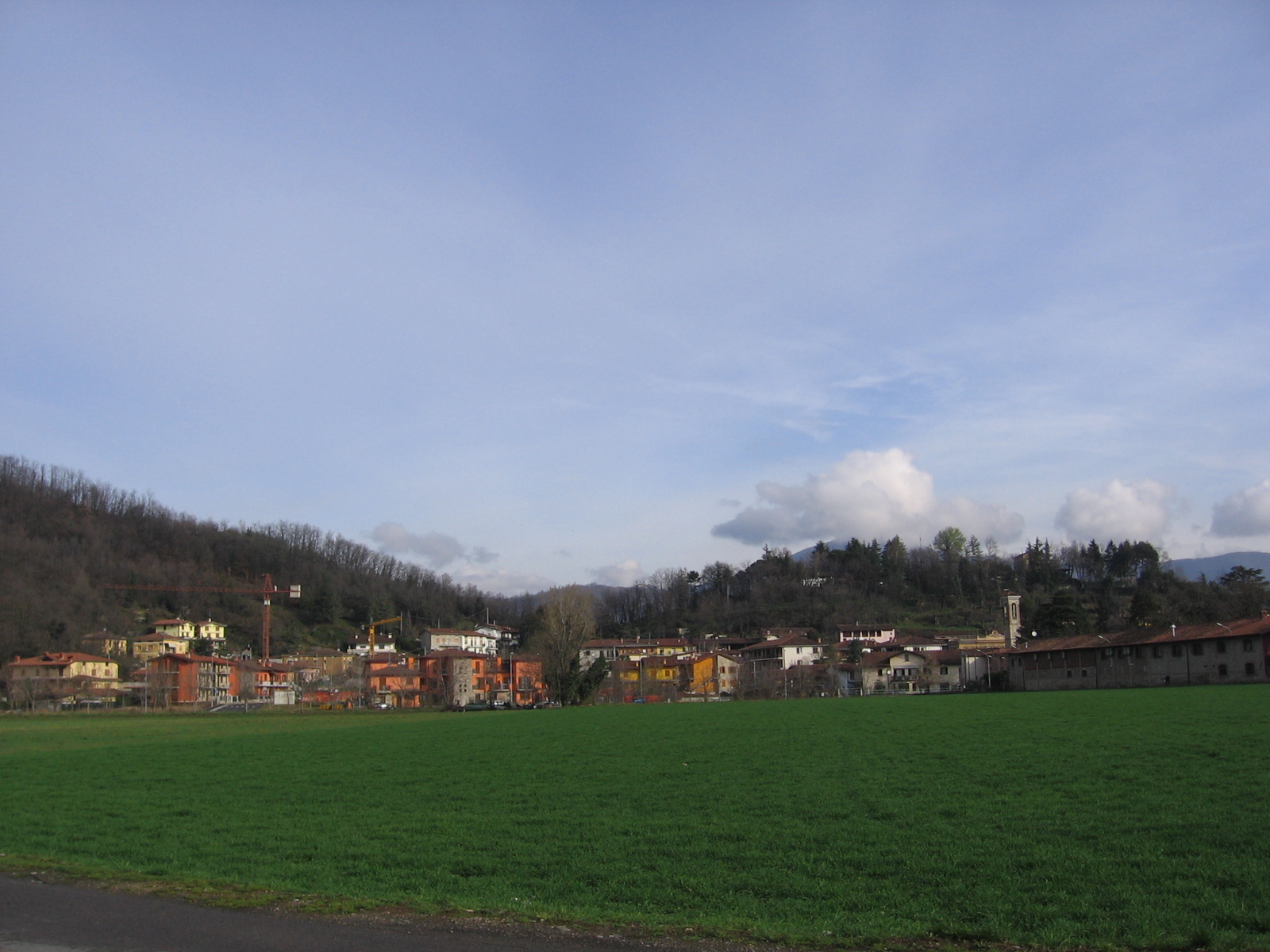
Montello

| Pos. | Comune                        | Regione               | Provincia            | Superficie (km²) |
| ---- | ----------------------------- | --------------------- | -------------------- | ---------------- |
| 1    | Atrani                        | Campania              | Salerno              | 0,1206           |
| 2    | Miagliano                     | Piemonte              | Biella               | 0,6678           |
| 3    | Fiorano al Serio              | Lombardia             | Bergamo              | 1,0601           |
| 4    | Conca dei Marini              | Campania              | Salerno              | 1,1281           |
| 5    | Roccafiorita                  | Sicilia               | Messina              | 1,1681           |
| 6    | Solza                         | Lombardia             | Bergamo              | 1,2277           |
| 7    | Maslianico                    | Lombardia             | Como                 | 1,2884           |
| 8    | San Lorenzo al Mare           | Liguria               | Imperia              | 1,2886           |
| 9    | Crosio della Valle            | Lombardia             | Varese               | 1,4407           |
| 10   | Ferrera di Varese             | Lombardia             | Varese               | 1,5265           |
| 11   | Casavatore                    | Campania              | Napoli               | 1,5267           |
| 12   | Piario                        | Lombardia             | Bergamo              | 1,5451           |
| 13   | Vajont                        | Friuli-Venezia Giulia | Pordenone            | 1,5859           |
| 14   | Arizzano                      | Piemonte              | Verbano-Cusio-Ossola | 1,5995           |
| 15   | Longone al Segrino            | Lombardia             | Como                 | 1,6045           |
| 16   | Viganò                        | Lombardia             | Lecco                | 1,6049           |
| 17   | Brunello                      | Lombardia             | Varese               | 1,6200           |
| 18   | Camparada                     | Lombardia             | Monza e Brianza      | 1,6337           |
| 19   | Caines                        | Trentino-Alto Adige   | Bolzano              | 1,6344           |
| 20   | Curti                         | Campania              | Caserta              | 1,6894           |
| 21   | Castel Rozzone                | Lombardia             | Bergamo              | 1,7066           |
| 22   | Lozza                         | Lombardia             | Varese               | 1,7099           |
| 23   | Aci Bonaccorsi                | Sicilia               | Catania              | 1,7242           |
| 24   | Calvignasco                   | Lombardia             | Milano               | 1,7272           |
| 25   | Ventotene                     | Lazio                 | Latina               | 1,7454           |
| 26   | Lirio                         | Lombardia             | Pavia                | 1,7457           |
| 27   | Masciago Primo                | Lombardia             | Varese               | 1,8082           |
| 28   | Montello                      | Lombardia             | Bergamo              | 1,8156           |
| 29   | Carzano                       | Trentino-Alto Adige   | Trento               | 1,8202           |
| 30   | Borgo di Terzo                | Lombardia             | Bergamo              | 1,8306           |
| 31   | Lambrugo                      | Lombardia             | Como                 | 1,8360           |
| 32   | Merì                          | Sicilia               | Messina              | 1,8503           |
| 33   | Marzio                        | Lombardia             | Varese               | 1,8580           |
| 34   | Furore                        | Campania              | Salerno              | 1,8817           |
| 35   | Cremella                      | Lombardia             | Lecco                | 1,8932           |
| 36   | Malgrate                      | Lombardia             | Lecco                | 1,8954           |
| 37   | Portico di Caserta            | Campania              | Caserta              | 1,9126           |
| 38   | Terzorio                      | Liguria               | Imperia              | 1,9254           |
| 39   | Castelmarte                   | Lombardia             | Como                 | 1,9723           |
| 40   | Spinone al Lago               | Lombardia             | Bergamo              | 1,9736           |
| 41   | Vedano al Lambro              | Lombardia             | Monza e Brianza      | 1,9793           |
| 42   | Ternengo                      | Piemonte              | Biella               | 1,9799           |
| 43   | Alserio                       | Lombardia             | Como                 | 1,9921           |
| 44   | Cortina sulla Strada del Vino | Trentino-Alto Adige   | Bolzano              | 1,9990           |
| 45   | Almè                          | Lombardia             | Bergamo              | 2,0003           |
| 46   | Cazzano Sant'Andrea           | Lombardia             | Bergamo              | 2,0244           |
| 47   | Brunate                       | Lombardia             | Como                 | 2,0251           |
| 48   | Banchette                     | Piemonte              | Torino               | 2,0289           |
| 49   | Quagliuzzo                    | Piemonte              | Torino               | 2,0380           |
| 50   | Frattaminore                  | Campania              | Napoli               | 2,0417           |
| 51   | San Nazzaro                   | Campania              | Benevento            | 2,0421           |
| 52   | Grantola                      | Lombardia             | Varese               | 2,0456           |
| 53   | Riva Ligure                   | Liguria               | Imperia              | 2,0712           |
| 54   | Barzana                       | Lombardia             | Bergamo              | 2,0744           |
| 55   | Lacco Ameno                   | Campania              | Napoli               | 2,0768           |
| 56   | Paladina                      | Lombardia             | Bergamo              | 2,0866           |
| 57   | Pescate                       | Lombardia             | Lecco                | 2,1001           |
| 58   | Salerano Canavese             | Piemonte              | Torino               | 2,1034           |
| 59   | Vercurago                     | Lombardia             | Lecco                | 2,1157           |
| 60   | San Ponso                     | Piemonte              | Torino               | 2,1243           |
| 61   | Alzano Scrivia                | Piemonte              | Alessandria          | 2,1269           |
| 62   | Lallio                        | Lombardia             | Bergamo              | 2,1560           |
| 63   | Rea                           | Lombardia             | Pavia                | 2,1597           |
| 64   | Luisago                       | Lombardia             | Como                 | 2,1613           |
| 65   | San Giorgio su Legnano        | Lombardia             | Milano               | 2,1680           |
| 66   | Azzio                         | Lombardia             | Varese               | 2,1722           |
| 67   | Cascinette d'Ivrea            | Piemonte              | Torino               | 2,1726           |
| 68   | Blello                        | Lombardia             | Bergamo              | 2,2008           |
| 69   | Strambinello                  | Piemonte              | Torino               | 2,2140           |
| 70   | Crispano                      | Campania              | Napoli               | 2,2191           |
| 71   | Sangiano                      | Lombardia             | Varese               | 2,2206           |
| 72   | Valnegra                      | Lombardia             | Bergamo              | 2,2302           |
| 73   | Meta                          | Campania              | Napoli               | 2,2511           |
| 74   | Gifflenga                     | Piemonte              | Biella               | 2,2559           |
| 75   | Dolzago                       | Lombardia             | Lecco                | 2,2583           |
| 76   | Presezzo                      | Lombardia             | Bergamo              | 2,2818           |
| 77   | Lipomo                        | Lombardia             | Como                 | 2,2977           |
| 78   | Proserpio                     | Lombardia             | Como                 | 2,2991           |
| 79   | Ponte Gardena                 | Trentino-Alto Adige   | Bolzano              | 2,3282           |
| 80   | Piane Crati                   | Calabria              | Cosenza              | 2,3317           |
| 81   | Monte Cremasco                | Lombardia             | Cremona              | 2,3428           |
| 82   | Montescano                    | Lombardia             | Pavia                | 2,4046           |
| 83   | Chiusano d'Asti               | Piemonte              | Asti                 | 2,4170           |
| 84   | Ello                          | Lombardia             | Lecco                | 2,4193           |
| 85   | Samone                        | Piemonte              | Torino               | 2,4330           |
| 86   | Inarzo                        | Lombardia             | Varese               | 2,4338           |
| 87   | Comiziano                     | Campania              | Napoli               | 2,4494           |
| 88   | Grezzago                      | Lombardia             | Milano               | 2,4595           |
| 89   | Aicurzio                      | Lombardia             | Monza e Brianza      | 2,4676           |
| 90   | Modolo                        | Sardegna              | Oristano             | 2,4744           |
| 91   | Castellar Guidobono           | Piemonte              | Alessandria          | 2,4828           |
| 92   | Duno                          | Lombardia             | Varese               | 2,4905           |
| 93   | Buguggiate                    | Lombardia             | Varese               | 2,5045           |
| 94   | Correzzana                    | Lombardia             | Monza e Brianza      | 2,5060           |
| 95   | Costarainera                  | Liguria               | Imperia              | 2,5190           |
| 96   | Gorle                         | Lombardia             | Bergamo              | 2,5200           |
| 97   | Rodero                        | Lombardia             | Como                 | 2,5208           |
| 98   | Portofino                     | Liguria               | Genova               | 2,5311           |
| 99   | Bedero Valcuvia               | Lombardia             | Varese               | 2,5636           |
| 100  | Arosio                        | Lombardia             | Como                 | 2,5822           |